# Triunvirato mato-grossense de 1892
O Triunvirato mato-grossense de 1892 era formado por:
- Luís Benedito Pereira Leite
- Antônio Aníbal da Mota
- José Marques Fontes.

O triunvirato assumiu o governo do estado em 1 de fevereiro de 1892, permanecendo no cargo até 3 de fevereiro de 1892.